# FrancoVéloSuisse
La FrancoVéloSuisse est un itinéraire cyclable reliant Belfort en France à Porrentruy en Suisse.

## Itinéraire
La FrancoVéloSuisse relie Belfort (en France) à Porrentruy (en Suisse) et croise l'EuroVelo 6 entre Bourogne et Morvillars. 
Sa longueur totale est d'environ 40 km dont 25,3 km en France dans le Territoire de Belfort et 14,3 km en Suisse dans le canton du Jura. Elle comprend, dans sa partie française 90 % de voie verte et environ 10 % de voies à très faible trafic (véloroute).
Partant de Belfort vers le sud dans le prolongement de la voie verte Promenade François Mitterrand, la FrancoVéloSuisse longe la rivière la Savoureuse sur 6 km puis s'oriente vers le sud-ouest, croise l'EuroVelo 6 et pénètre en Suisse sur la commune de Boncourt.
La FrancoVéloSuisse est reliée à la route du Jura du réseau de la Suisse à vélo.
Les premiers travaux ont débuté en 2003. Sa réalisation est terminée en France en décembre 2013 mais accuse du retard en Suisse et son inauguration est annoncée pour 2014.